# Crocifissione con donatore
La Crocifissione con donatore è un dipinto a olio su tavola (70,5x59 cm) di Hieronymus Bosch, databile al 1483 circa e conservato nel Museo reale delle belle arti del Belgio di Bruxelles.

## Storia
L'opera è conosciuta da quando era nella collezione Fétis di Bruxelles, per poi passare alla collezione Franchomme prima di approdare al museo. Generalmente ritenuta opera giovanile, ha subito varie oscillazioni di datazione nella critica, dal 1475-1477 (Combe, 1946, Delevoy, 1960, Puyvelde, 1962, Larsen, 1998) al 1480-1485 (Linfert, 1959, Cinotti, 1966). L'analisi dendrocronologica ha confermato una datazione successiva al 1483.
Alcuni hanno messo in relazione la Crocifissione con l'affresco nella cattedrale di San Giovanni di 's-Hertogenbosch (città natale di Bosch), attribuiti al nonno del pittore.

## Descrizione e stile
La crocifissione di Gesù è ambientata in un paesaggio, tra alcune figure in primo piano: Maria, Giovanni apostolo, un donatore inginocchiato e san Pietro che fa un gesto di presentazione del fedele alla divinità. È quindi probabile che l'uomo si chiamasse Peter o simile. Il suo pallore farebbe pensare che l'uomo fosse già morto al momento dell'esecuzione, e che la tavola fosse quindi un voto per la sua anima. I personaggi denotano un evidente richiamo alla tradizione del primo Quattrocento fiammingo, soprattutto Rogier van der Weyden (Friedländer, 1927, e Larsen, 1998).
Ai piedi della croce si trovano alcune ossa e, vicino, un teschio, tipici richiami del memento mori.
La composizione tradizionale rileva alcune originalità, come nel rifiuto della simmetria e nell'insistente immobilità e silenzio della rappresentazione. Secondo Marijnissen (1995) tra le figure corrono "delle linee di pensiero, degli autentici legami psicologici".
Il paesaggio si estende dolcemente, animato da qualche presenza umana e sfumando dai toni verdi della campagna a quelli azzurrini delle cose più lontane, per effetto della foschia, con una straordinaria sensibilità atmosferica. La città con la grande mole della cattedrale, futuribilmente proiettata verso l'alto, è forse la stessa 's-Hertogenbosch, vista con un accento visionario tipico dell'artista.